# Haplidia lizleri
Haplidia lizleri är en skalbaggsart som beskrevs av Keith 2000. Haplidia lizleri ingår i släktet Haplidia och familjen Melolonthidae. Inga underarter finns listade i Catalogue of Life.